# Christia paniculata
Christia paniculata là một loài thực vật có hoa trong họ Đậu. Loài này được (Benth.) Thoth. miêu tả khoa học đầu tiên.